# Azra Ghani
Azra Ghani est professeure d'épidémiologie des maladies infectieuses à l'Imperial College de Londres.
Ses recherches portent sur la modélisation mathématique des maladies infectieuses, et notamment le paludisme, l'encéphalopathie spongiforme bovine et le coronavirus. Azra Ghani travaille avec l'Organisation mondiale de la santé (OMS) sur la lutte contre l'expansion du paludisme,.

## Biographie
Azra Catherine Hilary Ghani étudie les mathématiques à l'Université de Cambridge. Elle obtient son diplôme en 1989, avant de déménager à l'Université de Southampton pour terminer une maîtrise en recherche opérationnelle. En 1993, elle intègre l'Imperial College de Londres, où elle effectue des recherches sur l'épidémiologie de la gonorrhée et des réseaux de partenaires sexuels. Après avoir obtenu son doctorat, Azra Ghani rejoint l'Université d'Oxford, soutenue par une bourse Wellcome Trust. Elle réintègre ensuite l'Imperial College de Londres en tant que lauréate de la bourse de recherche Dorothy Hodgkin, remise par la Royal Society.

## Carrière scientifique et recherches
En 2005, Azra Ghani rejoint la faculté de la London School of Hygiene & Tropical Medicine. Elle s'intéresse alors au paludisme, à la complexité de la maladie, et en particulier à la nécessité de comprendre de nombreux aspects de la science et de la société pour mieux contrôler son expansion.
En 2007, elle devient professeure d'épidémiologie des maladies infectieuses, et cheffe du groupe de recherche sur la modélisation du paludisme à l'Imperial College de Londres. Ses recherches portent sur l'épidémiologie des maladies infectieuses, telles le paludisme, l'encéphalopathie spongiforme bovine, le virus de l'immunodéficience humaine (VIH), le SARS-CoV et les coronavirus,. La chercheuse développe des modèles mathématiques, permettant de mieux décrire la dynamique de transmission du paludisme, afin de comprendre et de visualiser la manière dans la parasitose affecte à la fois les humains et les moustiques. Il s'agit à terme d'utiliser cette perspicacité pour lutter contre la maladie,.
Azra Ghani siège au comité consultatif sur les politiques de lutte contre le paludisme de l'Organisation mondiale de la santé (OMS). Elle est également élue au comité consultatif de l'encéphalopathie spongiforme, et de la Royal Statistical Society,.
En 2017, Azra Ghani est élue à l'Académie des sciences médicales du Royaume-Uni. Grâce à sa compréhension des maladies infectieuses, elle multiplie les interventions dans le domaine de la prévention et de la santé publique. En 2020, pendant la pandémie de coronavirus au Royaume-Uni, la chercheuse insiste sur l'auto-isolement et la quarantaine comme barrières contre la propagation du virus, afin d'éviter la submersion par le nombre de cas des services de la National Health Service,,.

## Distinctions
- 2017 : Médaille Chalmers de la Royal Society of Tropical Medicine and Hygiene[14]

## Publication
Parmi une liste non exhaustive :
- (en) Potentiel pandémique d'une souche de grippe A (H1N1) : premiers résultats (DOI 10.1126/science.1176062)[16],[17]
- (en) Infection submicroscopique chez les populations endémiques de Plasmodium falciparum : revue systématique et méta-analyse (DOI 10.1086/644781)[18]
- (en) Déterminants épidémiologiques de la propagation de l'agent causal du syndrome respiratoire aigu sévère à Hong Kong (DOI 10.1016/S0140-6736(03)13410-1)[19]